# Bracon titubans
Bracon titubans är en stekelart som först beskrevs av Wesmael 1838.  Bracon titubans ingår i släktet Bracon och familjen bracksteklar. Arten är reproducerande i Sverige. Utöver nominatformen finns också underarten B. t. wachtli.